# Сенкаку
Островите Сенкаку (на японски: 尖閣諸島) са група ненаселени острови в Източнокитайско море. Разположени са източно от Континентален Китай, североизточно от Тайван, западно от остров Окинава и северно от югозападния край на островите Рюкю. В Китай са познати под името Дяоюйдао (на традиционен китайски: 釣魚台群島, на опростен китайски: 钓鱼台群岛, на пинин: Diàoyútái Qúndǎo).
След като в района са открити потенциални петролни залежи през 1968 г. и след като САЩ официално възвръща административното управление на островите на Япония, японският суверенитет над територията е оспорван както от Китайската народна република, така и от Република Китай (Тайван).
Китай си приписва откриването и собствеността на островите още от 14 век, докато Япония ги контролира от 1895 г. до края на Втората световна война. Формално, САЩ упражнява контрол над островите от 1945 г. до 1972 г., когато са върнати на Япония по силата на договор между двете страни. В днешно време спор за притежанието им съществува между Япония и Китай и между Япония и Тайван. Япония управлява островите Сенкаку като част от град Ишигаки в префектура Окинава, макар да не ги развива по никакъв начин.
Поради териториалния спор, островите са забранени за посещения. Съдове на японската брегова охрана съпровождат китайските кораби, преминаващи морската им граница, а на рибарски или други съдове не е позволени да се приближават прекалено.

## История
Китайските записи относно островите датират от 15 век, когато те са наричани Дяою. Прието от китайската имперска карта на династията Мин, това наименование буквално се превежда като „риболов“. В исторически план, китайските използват тези необитаеми острови като навигационни ориентири при пътуванията си към кралството Рюкю, след като установяват дипломатическа мисия там.
Първото публикувано описание на острови в Европа се появява в книга на холандеца Исаак Титсинг през 1796 г. Той се основава на японската литература от това време, описваща кралството Рюкю, но приписваща островите на Китай.
През 19 век британците започват да наричат островите Пинакъл (на английски: Pinnacle Islands – букв. „Върховни острови“). Впоследствие японците приемат превод на това име – „Сенто шото“.
Съвременното китайско име Дяоюйдао, както и японското Сенкаку, се появяват едва през 20 век с появата на териториалния спор през 1970-те години.
Тъй като ненаселените острови в миналото се използват като навигационни маркери, те не попадат под административен контрол и само са отбелязвани на карти. В началото на 1895 г. Япония анексира островите по време на Първата китайско-японска война. Около 1900 г. японският предприемат Кога Тацуширо построява рибена фабрика в архипелага, в която работят над 200 души. Около 1940 г. бизнесът му замира и оттогава островите пустеят.
През 1945 г. САЩ окупира островите, след като Япония капитулира във Втората световна война. През 1969 г. Икономическият и социален съвет на ООН за Азия и Далечния Изток намира потенциални залежи на нефт и газ в района на островите Сенкаку. През 1971 г. сенатът на САЩ одобрява връщането на островите на Япония. През 1972 г. връщането е завършено, но Република Китай (Тайван) и Китайската народна република официално обявяват, че те притежават островите.
От 1972 г. контролът над островите се упражнява от кмета на град Ишигаки в префектура Окинава. Японското правителство, обаче, му е забранило да проучва или да развива островите. През 1979 г. официална делегация от японското правителство, съставена от 50 академици и държавни служители, посещават островите и лагеруват там в продължение на четири седмици. Делегацията изследва местната екосистема, морски живот и възможностите за евентуално човешко заселване.
В днешно време островът Куба от архипелага се използва от въоръжените сили на САЩ като полигон за бомбардировки. На 17 декември 2010 г. Ишигаки обявява 14 януари като ден за отбелязване на японската анексация на островите от 1895 г. Китай осъжда това действие. До 11 септември 2012 г. правителството на Япония се ползва с островите под наем от семейство Курихара, които ги притежават. След като Япония ги откупува за 2,05 милиарда йени, правителството построява фар и кей в архипелага.

## География
Островната група е съставена от пет необитаеми островчета и три голи скали. Те са разположени приблизително на 220 km североизточно от Тайван, 370 km източно от Континентален Китай и 370 km югозападно от японския остров Окинава.
Най-големият остров от групата, Уоцури, е съставен от две скалисти сиви планини с много стръмни склонове, издигащи се почти директно от бреговата линия. Останалите острови представляват големи скали, покрити от ниска растителност.
Дълбочината на околните води е около 100 – 150 метра.

### Флора и фауна
Разрешително за събиране на билки от три от островите е записано в китайски указ от 1893 г.
На Уоцури са намерени няколко ендемита, сред които и къртицата Mogera uchidai. Поради внасянето на домашни кози на острова през 1978 г., къртицата днес е застрашен вид.
На островите има албатроси. Островът Минами Кожима е място за размножаване на редкия късоопашат албатрос.
Морското биоразнообразие около островите е богато, но недобре изучено. През района мигрират множество риби и морски бозайници.